# .pl
.pl este domeniul național de nivel superior pe internet al Poloniei.